# Pavetta petiolaris
Pavetta petiolaris är en måreväxtart som beskrevs av Nathaniel Wallich och William Grant Craib. Pavetta petiolaris ingår i släktet Pavetta och familjen måreväxter. Inga underarter finns listade i Catalogue of Life.